# 더 브릭
더 브릭은 대한민국의 가수다. 2017년 싱글 앨범 '너라는 위로'로 데뷔했다.

## 방송
- 싱어프로젝트 1 (2019) - 10월 우승